# قلعة بن عيسي
 قلعة بن عيسى الذباحي  حصن أثري في وادي الحلو المعروف بـ«حصن بن عيسى» ، من الحصون الدفاعية المشيدة عند السواحل الشرقية لدولة الإمارات العربية المتحدة ، التابعة لإمارة الشارقة.
يعود تاريخ بنائه إلى القرن التاسع عشر، وأعيد تجديده في عام ،1936 «أبرز الحصون الدفاعية التي سالت عليها الدماء ودفنت فيها أجساد الأجداد»، وفقاً لعدد من السكان الأصليين للقرية التي تضم الحصن في وادي الحلو في الشارقة.
يروى  عيسى خلفان الذباحي حفيد صاحب الحصن و باني القلعة، قصة هذا المبنى الأثري وتاريخه، قائلاً إنه «يُعرف ببيت بن عيسى نسبة إلى جد والدي صاحب الحصن عيسى بن حسن الذباحي»، وأوضح أنه يعود إلى القرن التاسع عشر، إلا أن العمر الحقيقي للحصن يتعذر تحديده، إلا من خلال بحث علمي.
ويتكون الحصن، وفقاً للذباحي، من 10 غرف رئيسة، إضافة إلى برج دفاعي «بري» و منارة «مربع» ومسجد، ومجلس «السبلة»، ويُعد المقر الرئيس لإدارة وادي الحلو، ونقطة الانطلاق في الدفاع عنه، خصوصاً في الخمسينات من القرن الماضي، حين كانت المنطقة تشهد نزاعات قبلية وصراعات لفرض النفوذ، إلى جانب حماية المناطق من الغزاة وهجمات القبائل الأخرى، كما أن بوابة الحصن تُعد المدخل الرئيس لقوافل التجار الذين يزورون المنطقة.